# Cheb Abdou
Pour les articles homonymes, voir Abdou.
Cheikh Abdou (en arabe : شاب عبد), né Niar Abdel Moutaleb, né le 5 mai 1970 à Tlemcen au sein d'une famille originaire de Mascara, est un chanteur algérien, figure de la scène Raï. Il connaît plusieurs succès, de Madre Madre à Bghit Ntoub  en passant par Balek Balek, Aiiniya, Kindir N'batel, Appel Masqué.

## Biographie
Cheikh Abdou, né le 5 mai 1970 à Tlemcen, dans l'ouest algérien, au sein d'une famille originaire de Mascara. Il grandit au milieu des femmes, qu’il suivait dès l’âge de 12 ans dans les fêtes et les mariages. Ces Medahates qui chantaient des textes parfois impudiques pour la plus grande joie de l’auditoire, accompagnées simplement de percussions, et exclusivement pour un public féminin auprès de qui il chantera dès 1989.
Il poursuit ses études puis travaillée d'abord à la banque du Crédit Populaire de Tlemcen, comme aide-comptable, puis dans une entreprise de bâtiment, avant de finir préparateur sur ordinateur dans une société de teinturerie. En 1997 il s’arrache à cette vie "un peu terne", selon lui, "monte" à Oran et devient chanteur de Raï. iI enregistre sa prmière chanson " Zine El Kamal " (La Beauté Parfaite), avec Cheb Nani chez l’éditeur Nabilophone. Il reprendra ensuite le titre " Madre Madre ", une chanson du répertoire féminin qui le propulsera à la tête des charts algériens; Bien que modernisée, la musique, elle, reste aussi fidèle au tempo circulaire des Medahates, avec en plus une trompette. Il n'hésite pas à y déclarer sa passion amoureuse pour un homme : «Aimer les filles ou les garçons, c'est aimer de toute façon…».
On perçoit, en son chant, l’héritage des Medahates, les chanteuses ayant pour rôle d'animer les mariages, dont il remet au goût du jour le répertoire Raï vintage. Le thème de ses chansons évoque de façon parfois crue ses relations avec les hommes, et ses amours impossibles. « J’ai été marié deux fois et deux fois divorcé. Une première fois en 1994 avec une fille de Nédroma, ville à la frontière algéro-marocaine d’où est originaire ma famille; une deuxième fois en 1996, avec une autre fille de Tlemcen, ville où je suis né en 1970 ». Abdou chante l’amour sous toute ses formes, et fustige les jalousies, celles qui ont, peut-être, coûté la vie, à Cheb Hasni pour qui Abdou a une admiration sans borne : « Celui qui n’aime pas Hasni, n’aime pas la musique ! ».
Résolument du côté des Raï Lovers, Abdou n’en oublie pas néanmoins d’être original, et le jeune chanteur excelle particulièrement sur scène dans les cabarets d’Oran où il donne la mesure de ses talents. Cheb Abdou est un personnage atypique de la scène raï algérienne. Contrairement a beaucoup de chanteurs de sa génération émigrés en France, il a choisi de continuer à enchanter les cabarets d’Oran.
Les prestations de celui qu’on surnomme déjà le « Boy George algérien » sont toujours détonantes. Lors de sa première représentation à Paris, l'atmosphère est déjà chaude lorsque Cheb Abdou arrive sur la scène parisienne du Divan du Monde, vers 2 heures du matin. On commence à s’impatienter. Le DJ a déjà bien chauffé la salle à coup de gros tubes de Khaled ou de Cheb Mami. Mais le personnage qui va se présenter sur la scène n’a rien à voir avec ces gros calibres du pop-raï. Pas de grand orchestre mais un accompagnement minimal deux claviers et une Darbouka. Le look est plutôt sobre ce soir : sous un costume noir un T-shirt moulant à paillettes. Au bout de 10 minutes, Abdou tombe la veste et le spectacle commence, ondulations frénétiques, déhanchements saccadés d’une féminité entièrement assumée. Il est rejoint sur scène par une quadragénaire frétillante, le chanteur est à son aise. Pendant quasiment deux heures, Abdou va se lâcher.
Cheb Abdou revendiquera tout au long de sa carrière haut et fort cet héritage des maîtres, mais surtout des maîtresses du Raï, les Medahates et rendra hommage à ses sources :  Cheikha Remitti, Cheikha Djénia, Cheikha Rabia ...

## Discographie
- Khalat Ou Nebghih
- Appel Masqué
- Code Pin
- Noughdah maah
- Gajite Gajite
- Khlate ou nabghih
- Arouahi wsakssi
- La Corniche
- Le premier jour
- Kindir Ou Ndir Lah
- Houa Kadab
- Darouli Chala Bala
- Hai Ouadi
- Balak
- Mamia
- Jet hak (Live)
- Doulma halkatni